# 國家象徵
國家象徵是指代表一個國家的意象符號，可以成為國家及其民族、人民的象徵，並做為國際交往中的識別標誌。世界各國幾乎都有自己的國家象徵，它有利於增強國民的民族自豪感和愛國主義感情。許多歷史悠久的國家有自身的象徵或吉祥物，但隨著時代變動，國家象徵也會變動。
國家象徵可以分為正式和非正式兩種不同層面的涵義，正式的國家象徵有法律上的依據，代表了一個國家的主權、獨立和尊嚴，例如：國家元首、國旗、國徽、國歌、貨幣、印璽等之類；非正式的國家象徵是一個國家特有的事物，可以反映出該國的文化特質、環境生活、歷史傳統、民族精神和社會價值觀，例如：飲食、體育、文學、音樂、史詩、神話、地標等之類。

## 常見的官方國家象徵
1. 國旗
2. 國歌
3. 國徽
4. 國花
5. 國樹
6. 國鳥
7. 國樂
8. 國技
9. 國菜
10. 國家化身
11. 國家代表色
12. 國璽
13. 虚君
14. 國獸

### 各國各地區國家象征
| - 阿鲁巴 - 阿富汗 - 阿尔察赫 - 阿尔巴尼亚 - 阿尔及利亚 - 阿根廷 - 亞美尼亞 - - 新南威爾士州 - 圣诞岛 - 诺福克岛 - 奥地利 - 巴哈马 - 巴林 - 白俄羅斯 - 比利时 - 不丹 - 玻利维亚 - - 塞族共和國 - 巴西 - 保加利亚 - 布吉納法索 - 柬埔寨 - 喀麦隆 - 加拿大 - 中非 - 智利 - 中华人民共和国 - 香港 - 澳門 - 哥伦比亚 - 刚果民主共和国 - 刚果共和国 - 庫克群島 - 古巴 - 賽普勒斯 - 捷克 - 丹麦 - 格陵兰 - 法罗群岛 - 多米尼克 - 顿涅茨克人民共和国 - 埃及 | - 薩爾瓦多 - 赤道几内亚 - 爱沙尼亚 - 衣索比亞 - 斐济 - 芬兰 - 法國 - 法屬玻里尼西亞 - 新喀里多尼亞 - 法属圣马丁 - 加彭 - 德国 - 希腊 - 格瑞那達 - 几内亚 - 海地 - 梵蒂冈 - 匈牙利 - 冰島 - 印度 - 印度尼西亞 - 伊朗 - 伊拉克 - 愛爾蘭 - 以色列 - 義大利 - 牙买加 - 日本 - 约旦 - 基里巴斯 - 科索沃 - 科威特 - 拉脫維亞 - 黎巴嫩 - 賴索托 - 利比里亚 - 利比亞 - 列支敦斯登 | - 立陶宛 - 卢甘斯克人民共和国 - 盧森堡 - 北馬其頓 - 马达加斯加 - 马拉维 - 马来西亚 - 馬爾地夫 - 馬爾他 - 马绍尔群岛 - 毛里塔尼亚 - 模里西斯 - 墨西哥 - 密克羅尼西亞聯邦 - 摩尔多瓦 - 摩納哥 - 蒙古国 - 蒙特內哥羅 - 摩洛哥 - 莫桑比克 - 緬甸 - 纳米比亚 - 瑙鲁 - 尼泊尔 - 荷蘭 - 荷屬聖馬丁 - 新西兰 - 尼加拉瓜 - 尼日尔 - 奈及利亞 - 纽埃 - 北賽普勒斯 - 挪威 - 阿曼 - 巴基斯坦 - 帛琉 - 巴勒斯坦 - 巴拿马 - 巴拉圭 - 秘魯 - 菲律賓 - 波蘭 - 葡萄牙 - 德涅斯特河沿岸 - 羅馬尼亞 - 俄羅斯 - 卢旺达 - 聖多美和普林西比 - 圣基茨和尼维斯 - 圣卢西亚 | - 萨摩亚 - 圣马力诺 - 沙烏地阿拉伯 - 撒拉威阿拉伯民主共和國 - 塞内加尔 - 塞爾維亞 - 塞舌尔 - 新加坡 - 斯洛伐克 - 斯洛維尼亞 - 所罗门群岛 - 南非 - 南蘇丹 - 南奥塞梯 - 西班牙 - 斯里蘭卡 - 苏丹 - 苏里南 - 瑞典 - 瑞士 - 叙利亚 - 中華民國 - 坦桑尼亚 - 泰國 - 东帝汶 - 多哥 - 千里達及托巴哥 - 突尼西亞 - 土耳其 - 乌干达 - 乌克兰 - 阿联酋 - 美国 - 美属萨摩亚 - 美屬維爾京群島 - 關島 - 波多黎各 - 英国 - 英屬維爾京群島 - 开曼群岛 - 百慕大 - 直布罗陀 - 福克蘭群島 - 皮特凯恩群岛 - 澤西 - 根西 - 马恩岛 - 乌拉圭 - 委內瑞拉 - 越南 - 葉門 - 尚比亞 - 辛巴威 |

## 非官方國家象徵
著名的傳統項目工藝品、景點、民族服飾、民族史詩、民族神話也可以看作是國家象徵。